# Lista okrętów United States Navy
Lista okrętów United States Navy  – obszerny spis wszystkich jednostek, które zostały przyjęte do służby w United States Navy podczas całego okresu trwania tej formacji.
Ze względu na duża liczbę wpisów lista została podzielona na części odnoszące się do pierwszej litery nazwy każdego okrętu.
- Lista okrętów United States Navy, A
- Lista okrętów United States Navy, B
- Lista okrętów United States Navy, C
- Lista okrętów United States Navy, D
- Lista okrętów United States Navy, E
- Lista okrętów United States Navy, F
- Lista okrętów United States Navy, G
- Lista okrętów United States Navy, H
- Lista okrętów United States Navy, I
- Lista okrętów United States Navy, J
- Lista okrętów United States Navy, K
- Lista okrętów United States Navy, L
- Lista okrętów United States Navy, M
- Lista okrętów United States Navy, N
- Lista okrętów United States Navy, O
- Lista okrętów United States Navy, P
- Lista okrętów United States Navy, Q
- Lista okrętów United States Navy, R
- Lista okrętów United States Navy, S
- Lista okrętów United States Navy, T
- Lista okrętów United States Navy, U
- Lista okrętów United States Navy, V
- Lista okrętów United States Navy, W
- Lista okrętów United States Navy, X
- Lista okrętów United States Navy, Y
- Lista okrętów United States Navy, Z

Aby zobaczyć listę okrętów obecnie służących w US Navy:
- Lista okrętów United States Navy w czynnej służbie

Aby zobaczyć listy z podziałem na klasy zobacz panel boczny z prawej strony.